# ホルヘ・セラノ・エリアス

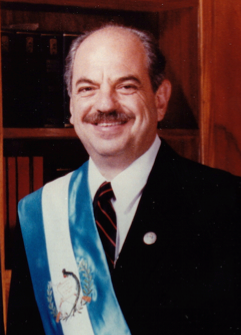
公式の肖像

ホルヘ・セラノ・エリアス（Jorge Serrano Elías、1945年4月26日 - ）はグアテマラの政治家で、1991年から1993年までグアテマラの大統領をつとめた。1993年に自主クーデター（アウトゴルペ）を起こしたが失敗して亡命した。

## 経歴
セラノはグアテマラシティに生まれ、サンカルロス大学およびアメリカ合衆国のスタンフォード大学で学んだ。はじめはカトリックだったが、28歳のときにプロテスタントのエル・シャダイという教会に属した。
1976年のグアテマラ地震を機に活発な政治活動を開始し、アメリカ合衆国の資本とプロテスタント団体の支援による復興を提案した。1970年代にはキリスト教民主党(DCG)の党員であり、後に国民刷新党に移った。
先住民の悲惨な生活に関する書物を出版したことから極右勢力に狙われるようになり、1981年にアメリカ合衆国に亡命した。翌1982年にエフライン・リオス・モントがクーデターを起こすと帰国し、国務会議の長官をつとめた。セラノはリオス・モントと同様プロテスタントであった。
1985年11月の大統領選挙 (1985 Guatemalan general election) に革命党(PR)と国民和解民主党(PRDN)の候補として出馬したが、ビニシオ・セレソとホルヘ・カルピオ・ニコジェ (Jorge Carpio Nicolle) に次ぐ3位に終わった。翌1986年、セラノは自ら連帯行動運動(Movimiento de Acción Solidaria, MAS)という政党を組織した。
セレソ政権のもとで1987年にURNGゲリラとの交渉を行うための国民和解委員会(CRN)が設立されると、セラノはその重要な一員となった。

### 大統領
1990年11月11日の大統領選挙 (1990–91 Guatemalan general election) ではMASから出馬し、ホルヘ・カルピオ・ニコジェに次ぐ2位で決選投票に進んだ。この選挙にはリオス・モントも出馬しようとしたが、クーデターで政権を取った者が大統領に就任することは憲法によって禁止されているため、候補として認められなかった。1991年1月6日の決選投票でセラノが1位となったが、これはリオス・モント派がセラノ支持にまわったことが原因と考えられる:37。しかしながらセラノが特にプロテスタントの票を集めたわけではなかった:162。
1月14日にセラノは大統領に就任した。20世紀のグアテマラで民間人から民間人へと政権が渡されたのはこれがはじめてだった。
セラノはベリーズの独立を承認した。
セラノの時代は引き続き左派のゲリラと右派の死の部隊による暴力に悩まされ、麻薬密売の問題もあった。その一方で民間の組織による抗議や先住民の運動も発達し、1992年にはリゴベルタ・メンチュウがノーベル平和賞を受賞した。セレソ大統領時代にはじまったURNGゲリラとの対話交渉はセラノの時代にも継続されたが、政府側の和平案とゲリラや国連の求める和平案の間に隔たりが大きく、合意にはいたらなかった。
セラノは新自由主義的な経済政策を行ったが、学生や労働者の反発を招いた:162。

### 自主クーデター
セラノ政権の基盤となるMASはグアテマラ議会において18議席しか持たない弱小勢力だった。議会や司法機関 (es:Organismo Judicial de Guatemala) などの他の政治勢力と対立したセラノは1993年5月25日に自主クーデターを起こした。この自主クーデターはスペイン語でセラナソ (es:Serranazo) の名で知られる。
セラノの自主クーデターは、ペルーのアルベルト・フジモリ大統領の自主クーデターを模倣したものだった:162。
セラノは議会を解散し、憲法を停止した:162。しかし国内の大規模な抗議活動や国際的な経済制裁の動きにさらされると軍部は反クーデターに動き:162、6月1日に軍によってセラノ政権は倒された。6月6日にグアテマラ議会は人権問題オンブズマンであるラミロ・デ・レオン・カルピオを後継の大統領に選出した:162。
セラノはエルサルバドルを経由してパナマに亡命し、現在もパナマに住んでいる:162。1993年7月26日にはセラノの車が狙撃される事件が発生した。グアテマラ政府は彼を犯罪者として送還するように何度も求めているが、パナマ政府はこれを拒絶している。